# Achieng' Oneko
Ramogi Achieng' Oneko (1920 - 2007) était un combattant luo luttant pour l'indépendance du Kenya et, par la suite, un politicien. Dans son pays, il est considéré comme un héros national.

## Jeunes années
Il naît, en 1920, dans le village de Tieng'a situé dans l'actuel district de Rarieda au sud de Bondo dans la province de Nyanza.
Après sa scolarité primaire, il suit les cours de la Maseno School de Maseno.

## Arrestation
Achieng' Oneko est l'un des six combattants pour l'indépendance arrêtés dans la nuit du 20 au 21 octobre 1952 puis jugés coupables en avril 1953 et, finalement, enfermés sous l'ordre du Gouverneur britannique Evelyn Baring dans la petite ville de Kapenguria (au nord-est de Kitale). Les autres membres du groupe, connus sous le nom de « Kapenguria six », sont Jomo Kenyatta, Paul Ngei, Bildad Kaggia, Kungu Karumba et Fred Kubai. Ils sont soupçonnés d'être liés au mouvement de rébellion des Mau Mau. Ils ne sont libérés, en premier lieu Kenyatta et les autres un peu plus tard, qu'en 1961 sous la pression du parti politique du KANU emmené par Oginga Odinga et Tom Mboya, soit neuf ans plus tard et deux ans avant que le Kenya ne soit un État indépendant.

## Vie politique
Lors des premières élections nationales tenues après l'indépendance en 1963, Achieng' Oneko obtient le siège de représentant pour la circonscription électorale de Nakuru. Jomo Kenyatta, investit en tant que premier président du Kenya, nomme Oneko comme ministre de l'Information, de la radiodiffusion et du tourisme.
Cependant, en 1966, il remet sa démission au gouvernement et rejoint le nouveau parti politique du KPU (Kenya People's Union) créé  par son camarade Oginga Odinga. En 1969, tous deux sont arrêtés par Kenyatta. Les émeutes de Kisumu qui suivent cet évènement font 11 tués et des douzaines de blessés. Oneko est libéré en 1975 soit 3 ans avant son ami Odinga.
Après presque 20 ans d'absence, Oneko, en même temps qu'Odinga, revient à la politique active en 1992. Il est élu comme parlementaire représentant la, nouvellement créée, circonscription électorale de Rarieda aux premières élections multipartites du Kenya. Il représente le FK (Ford-Kenya), présidé par Odinga. Cependant, aux élections de 1997, il perd son siège de parlementaire et se retire de la vie politique active.

## Vie privée
Achieng' Oneko meurt d'une crise cardiaque le 9 juin 2007, à l'âge de 87 ans, dans sa maison de Kunya-Rarieda dans l'actuel district de Rarieda.
Il laisse une veuve Loice Anyango (sa précédente épouse Jedida était décédée en 1992). Il a sept fils et quatre filles.
À son décès, Oneko était le dernier survivant du « Kapenguria six ». Au Kenya, le 20 octobre est un jour férié (Mashujaa Day). Il commémore à la fois les héros morts pour l'indépendance du Kenya et la date de l'arrestation des six indépendantistes.

## Mémoire
- L'endroit, à Kapenguria, où il fut enfermé avec ses cinq compagnons est devenu un musée national (Kapenguria Museum) ;
- Une rue porte son nom à Kisumu (Achieng' Oneko Road).